# 北勢 (臺南市)
北勢，是臺灣臺南市新化區的一個傳統地域名稱，位於該區西北部。相較於今日行政區，其範圍大致北勢里不含南部凸出部分的中至南部、唪口里西北部、太平里西北端。
本地區境內主要聚落為北勢。

## 歷史
台灣日治初期，北勢地區為一街庄，稱為「北勢庄」（舊制街庄），隸屬於廣儲東里。該庄昔日北與番仔藔庄為鄰，東與大目降街為鄰，東南邊及南邊為唪口庄，西南邊及西邊為車行庄。
1901年（日治明治三十四年）11月11日，全台廢縣廳改設二十廳，該庄隸屬於臺南廳。1904年（明治三十七年）3月31日，該庄編入「廣儲區」，隸屬於臺南廳。1909年（明治四十二年）10月25日，全台合併二十廳為十二廳，廣儲區仍隸屬於臺南廳。1920年（大正九年）10月1日，全台地方制度大改正，廢十二廳改設五州二廳，該庄改制為「北勢」大字，隸屬於臺南州新化郡新化街（新制街庄）。
戰後新化街改制為新化鎮，隸屬於臺南縣，大字亦改制為里。1950年（民國39年）10月25日，雲、嘉、南分治，新化鎮仍隸屬於臺南縣。2010年（民國99年）12月25日，臺南縣、市合併為直轄臺南市，新化鎮改制為新化區。

## 聚落
本地區發展較早的聚落為北勢、下甲（已消失），在日治初期的官方地圖上已有記載。

## 交通
國道8號又稱「台南支線」，是台南至新化的東西向快速/高速公路，經過本地區東北部凸出部分的北端。最近的交流道在西側為省道台1線交會處旁的新市交流道；在東側為國道3號交會處的新化系統交流道及省道台20線交會處的新化端交流道。由此等可快速前往國道8號沿線各地，或銜接國道3號、國道1號。
省道台19甲線是鹽水至赤崁的幹道，經過本地區東北部。由該道路北行可前往新市區、善化區、麻豆區、下營區等地；南行可前往新化區新化市區、關廟區、高雄市阿蓮區、岡山區等地。
區道南144線是永就至新化的道路，經過本地區主聚落。
區道南144-1線是北勢至新化的道路，其西側端點（起點）位於本地區南部近邊界地帶的區道南144線路口。